# Megalopyrga
Megalopyrga is een geslacht van rechtvleugeligen uit de familie Pyrgomorphidae. De wetenschappelijke naam van dit geslacht is voor het eerst geldig gepubliceerd in 1985 door Baccetti.

## Soorten
Het geslacht Megalopyrga  is monotypisch en omvat slechts de volgende soort:
- Megalopyrga monochroma (Baccetti, 1985)